# Selva tropical

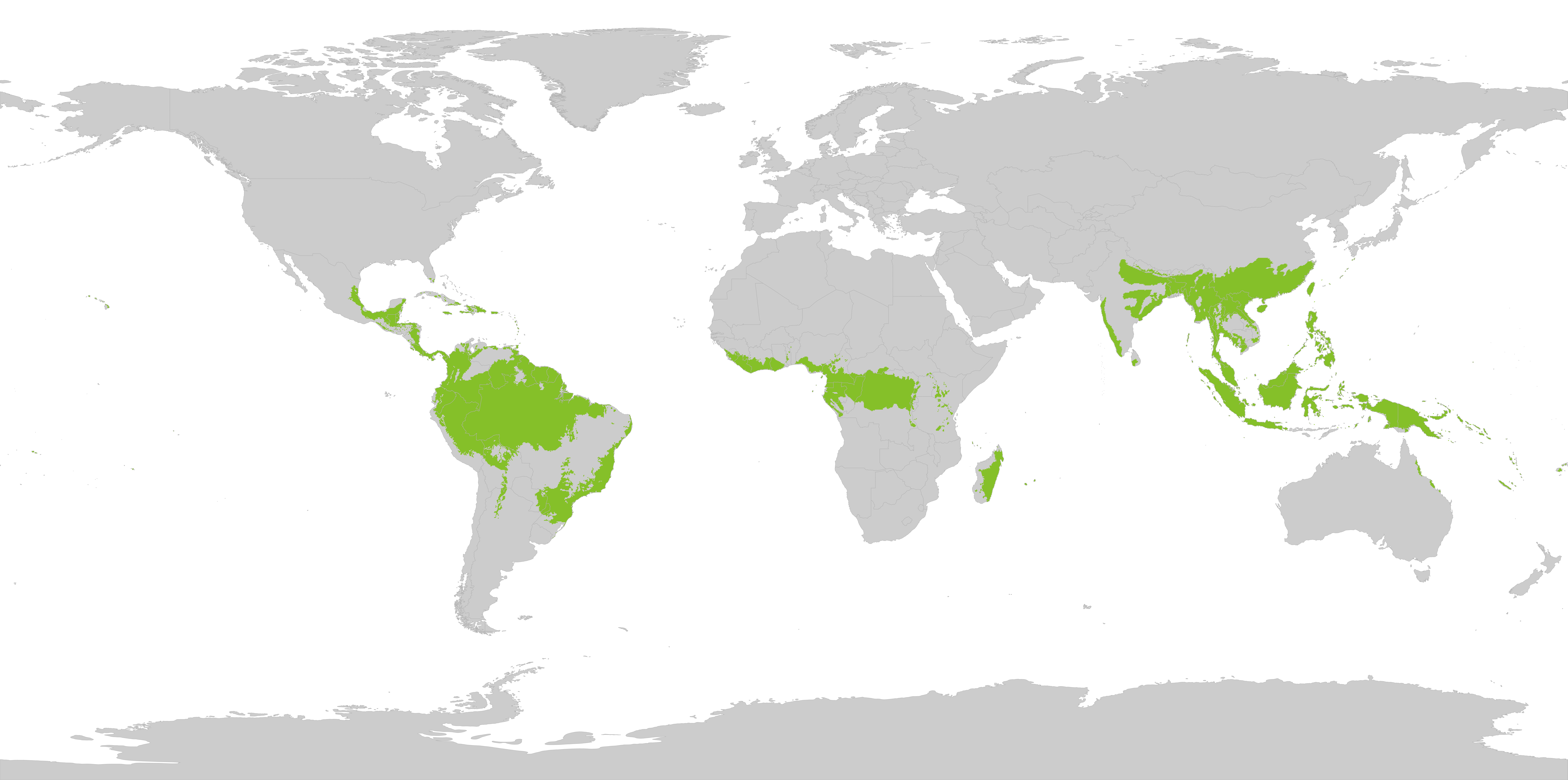
Localització de les selves tropicals al món

Selva tropical és un tipus de bosc que es desenvolupa en l'espai intertropical. Aquest terme es reserva pel bosc tropical humit de manera continuada, on plou un mínim de 1750 litres per metre quadrat a l'any, i en canvi s'anomena jungla quan hi ha una estació seca prou llarga per diferenciar-se del primer.
La selva tropical es dona en tres regions de la terra, que són les següents:
- Africana: Només es desenvolupa en la seva zona equatorial però sense poder formar-se a l'est del continent que té una llarga estació seca. Estesa per Libèria, golf de Guinea i conca del riu Congo. Fa milions d'anys va patir les conseqüències de canvis climàtics que ha afectat l'evolució de la vegetació. És de les tres la de menor àrea.
- Sud-americana: És la més gran de totes, ocupa gran part del Brasil i els països limítrofs. Ha mantingut el clima i la vegetació estable al llarg de milions d'anys. En la Selva Amazònica es troba en 10.000 m² prop de 100 espècies d'arbres. L'alçada mitjana dels arbres gira al voltant dels 55 metres. La quantitat d'insectes i animals encara és desconeguda. Està molt amenaçada per l'extensió de l'agricultura que utilitza la tècnica de cremar la vegetació i sembrar sobre les cendres.

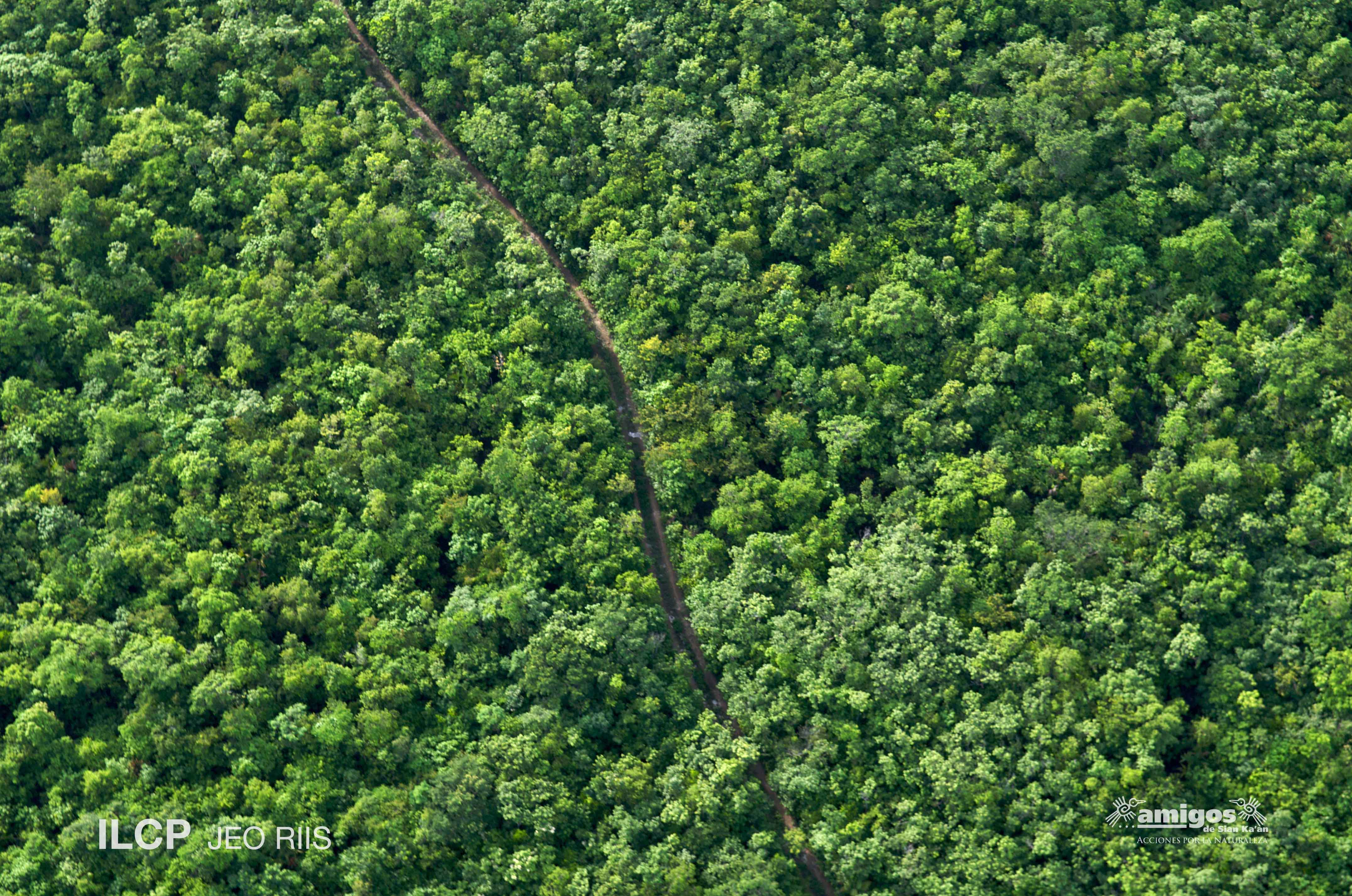
Selva maya antiga

- Selva maya antigaIndomalaia: No és contínua per les agressions seculars que ha sofert, compren de la costa d'Indoxina, la costa nord d'Austràlia, les Filipines, Nova Guinea i Borneo, entre d'altres.

## Característiques comunes
La totalitat d'aquestes àrees tenen aproximadament 17 milions d'hectàrees de floresta el que significa al voltant del 20% de la superfície terrestre del món. Aquest biosistema està compost per gran quantitat d'espècies vegetals i animals. S'estableixen relacions de competència per la llum que constitueix el principal factor limitant, per això aquestes selves són riques en epífits i lianes paràsites. Molts arbres tenen contraforts. La temperatura mitjana està sempre per sobre dels 25 graus, les variacions de temperatures diàries és major que la interanual i la pluviometria generalment entre els 1.500 i els 4.000 litres. Una de les principals característiques és la biodiversitat vegetal i animal. Al voltant del 60% de totes les espècies del planeta es troben en aquest ecosistema extremadament amenaçat.

## Alteracions i amenaces de les selves tropicals
- Les selves tropicals ocupen únicament el 7% de la superfície de la Terra, en canvi, contenen més de la meitat de la totalitat de la biodiversitat del planeta.
- Les selves tropicals, si segueixen la seva regressió a la velocitat actual, hauran desaparegut a finals del present segle, amb la desaparició de milers d'espècies lligades a aquests hàbitats.
- 7,6 milions d'hectàrees o quasi l'1% de la cobertura total de les selves tropicals del planeta són permanentment alterades i esclarissades, el que significa segons estimacions via satèl·lit, 76.000 kilòmetres quadrats desapareixen cada any.
- Per exemple, les selves de Madagascar, amb una de les biodiversitats més notables del planeta, amb un alt percentatge d'endemismes, ja ha perdut el 93% de la superfície de llurs selves tropicals.
- Si se segueix a aquest ritme la desaparició de les selves tropicals serà un fet. Es calcula durant aquest segle l'extinció del 12% de les 704 espècies d'ocells de la zona del riu Amazones i el 15% de les 92.000 espècies de plantes d'Amèrica del Sud i Central.
- Actualment únicament el 4% de la superfície ocupada per les selves tropicals d'Àfrica estan protegides; únicament el 2% de les selves de l'Amèrica Llatina i el 6% de les selves tropicals d'Àsia.
- Els problemes de la població humana dels tròpics és principalment d'origen biològic: sobrepoblació, destrucció de l'hàbitat, destrucció del sòl, malnutrició, malalties, i fins i tot la incertesa de trobar aliment i refugi el dia a dia. Aquests problemes, poden ser resolts en part, utilitzant la diversitat biològica com una font de riquesa econòmica.
- Les espècies silvestres són un dels recursos més importants i els menys utilitzats en els ecosistemes de les selves tropicals. La humanitat depèn completament de menys de l'1% de les espècies del planeta. En el curs de la història han estat utilitzades al voltant de 7.000 espècies de plantes per aliment. A les selves tropicals, segons estimacions, existeixen almenys 75.000 espècies de plantes que poden ser utilitzades com a recursos farmacèutics, fibres, substituts del petroli.
- De les espècies d'insectes de les selves tropicals, un gran nombre presenten un gran potencial com a pol·linitzadors de collites, com a controladors naturals de plagues. Així com, un gran nombre de bacteris i fongs presents en aquests ecosistemes segueixen representant una important font de noves medicines, aliments i precursors en la restauració de sòls.
- Thomas Lovejoy ha recomanat per totes les raons descrites que els països deutors amb recursos en forma de selves tropicals els siguin concedits ajuts financers especials per portar a terme programes de conservació. Així països deutors posarien en valor les selves tropicals intactes si així obtinguessin una entrada de divisa com a alternativa a l'explotació de les selves.
- Les selves tropicals, malgrat que ocupen un 7% de la superfície planetària i que presenten el 50% de les espècies vivents de la Terra, són els hàbitats que desapareixen a una major velocitat. Actualment presenten una superfície d'uns 9 milions de kilòmetres quadrats, dels 15 milions que existien originàriament. Un 1% de les selves tropicals desapareixen cada any, un altre 1% és greument degradat cada any.
- Aquesta destrucció es deu principalment al ràpid creixement de la població d'agricultors de petita escala que realitzen migracions des d'indrets més o menys allunyats, fins a les zones de selva, cercant terres on poder conrear. Per exemple per il·lustrar la problemàtica, a la zona sud de l'Amazonia del Brasil, a la regió coneguda com a Rondônia, en 10 anys la població ha passat de 111.000 habitants, amb una esclarissada de 1.250 quilòmetres quadrats de selva, a una població d'1.000.000 habitants i una esclarissada de 17.000 kilòmetres quadrats de selva tropical.
- La costa atlàntica del Brasil, Madagascar i oest de l'Equador són unes de les selves tropicals del planeta amb un percentatge d'endemismes més alt. Així, Equador presenta unes 8.000-10.000 espècies vegetals amb un 40-60% d'endemismes, amb unes 200.000 espècies animals, des dels anys 60 el 95% d'aquesta selva tropical ha estat substituïda per plantacions de banana. La costa atlàntica del Brasil, amb 1 milió de kilòmetres quadrats de selva, ha estat reduït a menys de 50.000. A Madagascar menys del 5% de la selva originària sobreviu. Així, segons diferents teories basades en la biogeografia de l'illa, quan un hàbitat és destruït en un 90%, el 50% de les espècies que el contenen s'extingeixen. Així, en aquestes tres zones descrites segons estimacions existeixen unes 600.000 espècies de les quals entre 75.000-150.000 es creu s'han extingit o reduït molt.
- Altres zones, amb una alta concentració d'endemismes i amb un alt grau de probabilitat de ser alterades: La selva del Chocó de Colòmbia; la selva Taï de Costa d'Ivori; la selva de muntanya de l'est d'Àfrica; la selva de Sri Lanka; la selva propera a l'Himàlaia; les selves de nord-oest de Borneo; certes zones baixes de les Filipines; diverses illes del Pacífic sud. Aquests diferents sectors de selva tropical sumen 1 milió de kilòmetres quadrats, es creu contenen 1 milió d'espècies, en algunes zones amb un alt percentatge d'endemismes. L'alteració d'aquestes zones podria determinar l'extinció de cents de milers d'espècies.
- Si de la selva tropical de l'Amazònia únicament es pogués conservar la superfície inclosa en parcs naturals i reserves, el 66% de les espècies vegetals s'extingirien, així com el 69% de les espècies d'ocells, i semblants proporcions de la major part d'altres categories d'espècies.
- Segons l'ecologista Norman Myers (1979), el planeta estava perdent una espècie al dia als anys 70, a partir de finals dels 80 es calcula estem perdent una espècie cada hora, la majoria d'aquestes espècies desconegudes per la ciència.
- La població humana als tròpics, és on experimenta un major creixement de població, i això té com a conseqüència, una major destrucció dels hàbitats, on existeix una major biodiversitat.
- Myers (1979) arribà a la conclusió de 3 a 10 milions d'espècies existeixen globalment, aproximadament el 70% es troben als tròpics. Els World Resources Institute (WRI) i Internacional Institute for Environment and Development (IIED) conclouen de 3,7 a 8,7 milions d'espècies es troben als tròpics, al món es trobarien entre 5 a 10 milions d'espècies, de les quals 0,6 milions són conegudes per la ciència.
- Al planeta existeixen 120 zones ecològiques, 68 de les quals són tropicals o subtropicals i 32 de les quals són selves tropicals. Uns 19 milions de quilòmetres quadrats és ecosistema degradat o existent de selva. Distribuïda en 3 grans categories: 42% selva seca, 25% selva pluvial i 33% selva humida.
- La selva tropical és l'ecosistema de 2/3 dels organismes del planeta, un nombre d'espècies totals al voltant dels 3 milions, i podria ser 10 cops major. Actualment únicament al voltant de 500.000 espècies de les regions tropicals han estat classificades.
- A causa de la ràpida destrucció de la selva tropical, és especialment urgent catalogar els organismes d'aquests ecosistemes i establir una escala de prioritats, amb l'objectiu de protegir les espècies més vulnerables.
- Així, la qüestió és quant de temps poden sobreviure en un bon estat de conservació reserves com l'Amazònia del Perú, o la Taï de Costa d'Ivori, fins a l'estabilització de la població humana.
- Nosaltres obtenim el 85% del nostre aliment directe o indirectament de 20 espècies de plantes, i al voltant de 2/3 d'únicament de 3 espècies: blat de moro, blat i arròs. El conreu d'algunes de les 250.000 espècies de plantes superiors suposaria importants beneficis, ja que suposaria obtindria collites de nous tipus de conreu en zones on actualment no és possible. La major part d'aquestes zones es troba en regions tropicals, lligades a l'existència de selva tropical. A la vegada, és de gran importància la protecció de la biodiversitat de les selves tropicals i els gens associats a aquests organismes, pel desenvolupament futur en el camp de l'enginyeria genètica.
- La selva pluvial tropical, no és el tipus de selva més amenaçat dels tròpics, concretament és la seca. En un inici la superfície total ocupada era de 550.000 kilòmetres quadrats de selva seca, s'estenia de Panamà fins a l'oest de Mèxic. Actualment únicament ocupa un 2% de la superfície originària, i de la superfície mencionada anteriorment, únicament el 0,09% presenta una figura de protecció. La selva tropical seca, ha estat reduïda fàcilment, en ser fàcilment cremada, és amb aquesta tècnica que ha estat reduïda.
- La selva tropical seca presenta, el 50% d'espècies que la selva plujosa, tot i així presenta la mateixa diversitat de mamífers i la major part de grups d'insectes. A la vegada la selva seca presenta una major varietat de nínxols ecològics, el que es tradueix en una major varietat d'activitat de les espècies.
- Actualment, els mamífers més espectaculars, i per extensió els denominats megavertebrats carismàtics són els millors vehicles per assolir l'interès del públic en la conservació dels hàbitats. Són les denominades espècies bandera. Per la conservació de les selves tropicals, en tota probabilitat les espècies bandera són els primats. Els primats no humans, són interessants en aquest context, per tres raons: són de gran importància per la nostra espècie; són un ordre el qual un 90% de les espècies es troben restringides a les selves tropicals d'Àsia, Àfrica i els Neotròpics; són membres de l'elitista grup nomenat megavertebrats carismàtics.
- Sense dubte, la principal causa que explicaria la regressió dels primats, és la destrucció del seu hàbitat, és a dir la destrucció de la selva tropical, a una velocitat anual d'unes 10-20 milions d'hectàrees/any.
- Segons la Unió Internacional per a la Conservació de la Natura (IUCN), una de cada tres de les 200 espècies de primats del món es troben en perill.
- Brasil i Madagascar, són particularment importants per a la protecció dels primats, ja que presenten el 40% de les espècies de primats del món.
- Brasil, amb unes 357 milions d'hectàrees de selva tropical, és de llarg el país més important d'aquest bioma, presentant tres cops més de selva que el següent país de la llista, que és Indonèsia, i el 30% de la selva tropical del planeta.
- Així, el Brasil és el país que presenta més primats amb 52 espècies, el 27% del total, el que significa una de cada quatre espècies al món.
- Malgrat que l'Amazònia és l'ecosistema més famós del Brasil, la màxima prioritat és per la regió de la Selva Atlàntica, la qual és la més desenvolupada i devastada part del país. La Selva Atlàntica es troba a part de la gran unitat de l'Amazònia.
- La regió atlàntica va ser la primera del Brasil en ser colonitzada, ha esdevingut el centre agrícola i industrial del país. En aquesta regió s'hi troben dues de les més grans ciutats de Sud-amèrica, Rio de Janeiro i São Paulo, la qual és una de les majors ciutats del planeta. Així, únicament es conserva entre 1-5% de la selva original.
- Una gran part de les espècies de la selva atlàntica són endèmiques, inclosos el 40% dels petits mamífers no voladors i 54% dels arbres, 64% de les quals són palmeres. El millor exemple és el dels primats, el 80% dels quals són endèmics de la selva atlàntica, 21 espècies es troben en aquest hàbitat. Segons estudis del World Wildlife Fund, 14 es troben en greu perill d'extinció, 13 d'aquestes no es troben en cap lloc més del planeta.
- La situació a Madagascar, és fins i tot més crítica que la trobada a la Selva Atlàntica de la regió de l'est del Brasil.
- Els primats de Madagascar són els lèmurs. Amb 29 espècies, es troben al quart lloc de la llista de països amb més diversitat de primats, darrere Brasil, Zaire i Indonèsia. Tenint en compte que Madagascar és el 7% de la superfície del Brasil. El 93% de la fauna de primats és endèmica de Madagascar, 106 de 250 espècies d'ocells són endèmics, 233 de les 245 espècies de rèptils, 142 de les 144 espècies de granotes. El 80% de les 8.000 espècies d'angiospermes són endèmiques. Malgrat aquestes dades el 80% de la selva de Madagascar ha desaparegut.
- El 40% de les espècies de lèmurs de Madagascar es troben en perill d'extinció. La situació dels lèmurs és extrapolable a la resta de fauna i flora.
- Brasil, Madagascar, Zaire i Indonèsia junts presenten el 75% de les espècies mundials de primats. Per protegir la biodiversitat de primats del planeta és necessari tenir molt en compte aquests països les properes dècades.
- Els països amb megadiversitat no són únicament importants per la presència de primats, sinó que el 50-80% de la biodiversitat del planeta es troba concentrada als quatre països descrits, el Brasil, Madagascar, Zaire, Indonèsia junt amb Colòmbia i Mèxic. Aquests 6 països no únicament presenten una alta diversitat biològica, presenten a més una diversitat biològica en risc de desaparèixer. El que significa els països desenvolupats han de col·laborar més estretament amb els països en desenvolupament, i aquests invertir més recursos en protecció de la natura.
- Les economies deteriorades junt al deute extern dels països en desenvolupament, que inclou tots els països amb selves tropicals, explicaria la raó per la qual 200 hectàrees de selva tropical són destruïdes cada minut i únicament són restaurades 0'4 hectàrees.
- S'han iniciat diferents plans per parar la destrucció de la selva tropical. La FAO junt amb diferents organitzacions no governamentals, han establert el Pla d'Acció per a la Protecció de les Selves Tropicals. Aquest pla recomana la inversió de 8000 milions de dòlars cada 5 anys, entre diferents institucions, organitzacions no governamentals i fundacions per a la conservació d'aquests ecosistemes. Considera important la solució de 5 aspectes:
  - Utilització de la fusta com energia i sociologia forestal
  - Conservació d'ecosistemes de la Selva Tropical
  - Construcció
  - Investigació
  - Educació i formació.
- Diferents fundacions d'arreu d'Europa estan liderant aquest procés. Existeixen exemples com el Parc Nacional Bogani Nani Wartabone, Indonèsia. Brasil ha protegit uns 15 milions d'hectàrees de selva tropical, dos exemples de protecció gràcies a l'ajut d'organitzacions i fundacions Europees.
- Així l'agricultura ha de ser millorada. Una gran part de la destrucció de la selva tropical, es deu al fet que milions de camperols es dediquen a aclarir la selva, fins que aquests camperols, no obtinguin suficients productes de la selva que solucioni les seves necessitats diàries, res els aturarà d'aclarir la selva. La selva està amenaçada per gent que necessita menjar, fuel, o més espai per plantacions. Junt a una utilització racional dels recursos de la selva, és important encoratjar plantacions artificials de selva que disminueixin pressió sobre les selves naturals. La conservació de les selves tropicals en el sentit tradicional, ha de rebre una major atenció, junt a una major participació local de les selves relacionada en una utilització racional dels recursos directament procedents de la selva tropical. Incentius econòmics han de ser impulsats amb la finalitat de reduir la destrucció de les selves.